# Macrojoppa taschenbergi
Macrojoppa taschenbergi är en stekelart som beskrevs av Joseph Kriechbaumer 1898. Macrojoppa taschenbergi ingår i släktet Macrojoppa och familjen brokparasitsteklar. Inga underarter finns listade i Catalogue of Life.